# Plevenje
Plevenje (makedonsky: Плевење) je vysídlená vesnice v Severní Makedonii. Nachází se v opštině Čaška ve Vardarském regionu.
V roce 2002 zde žili poslední 2 obyvatelé, podle sčítání lidu z roku 2021 zde nežije nikdo.

## Historie
Vesnice Plevenje patřila rodině Lopatorovců, kteří ji prodali tureckému bejovi za vědro zlata. Vesnice pak sloužila k zimnímu chovu ovcí.
Podle záznamů Vasila Kančova zde v roce 1900 žilo 40 křesťanů.